# Vachoniochactas ashleeae
Espèce
Vachoniochactas ashleeae est une espèce de scorpions de la famille des Chactidae.

## Distribution
Cette espèce est endémique de l'État d'Amazonas au Brésil. Elle se rencontre entre 400 et 860 m d'altitude sur le versant sud du Pico da Neblina.

## Étymologie
Cette espèce est nommée en l'honneur d'Ashlee Hedgecock Rowe.

## Publication originale
- Lourenço, 1994 : Scorpion biogeographic patterns as evidence for a Neblina-Sao Gabriel endemic center in Brazilian Amazonia. Revista de la Academia Colombiana de Ciencias Exactas Fisicas y Naturales, vol. 19,, no 72, p. 181-185.